# فرودگاه بین‌المللی کلوژ-نپوکا
فرودگاه بین‌المللی کلوژ-نپوکا (به انگلیسی: Cluj-Napoca International Airport) (به زبان بومی: Aeroportul Internaţional Cluj-Napoca) یک فرودگاه همگانی ۱۰۰۴۹۲۷ با کد یاتا CLJ است که یک باند فرود بله دارد و طول باند آن بتن متر است. این فرودگاه در شهر کلوژ-نپوکا کشور رومانی قرار دارد و در ارتفاع ۳۱۵ متری از سطح دریا واقع شده‌است.

## نگارخانه

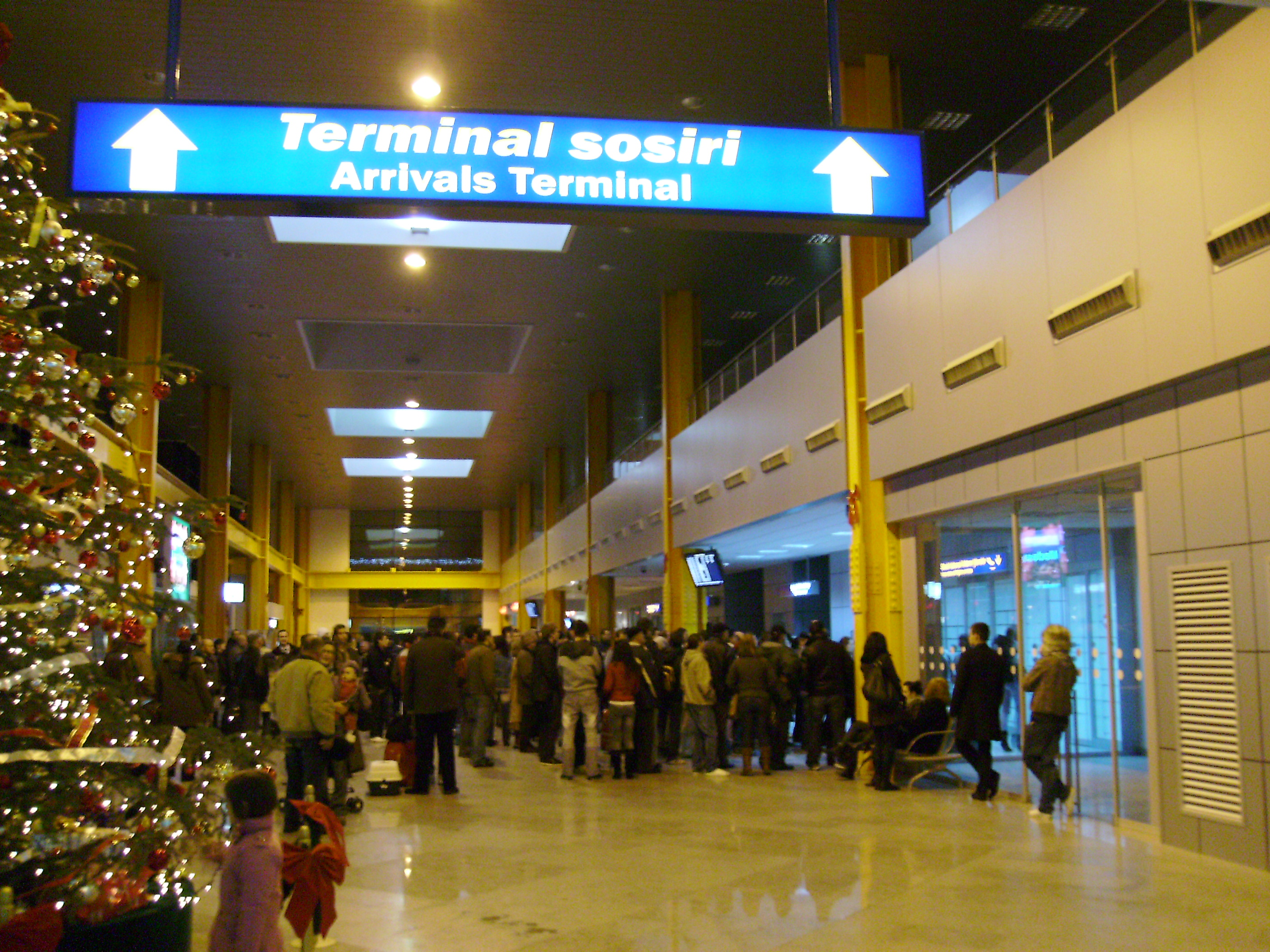
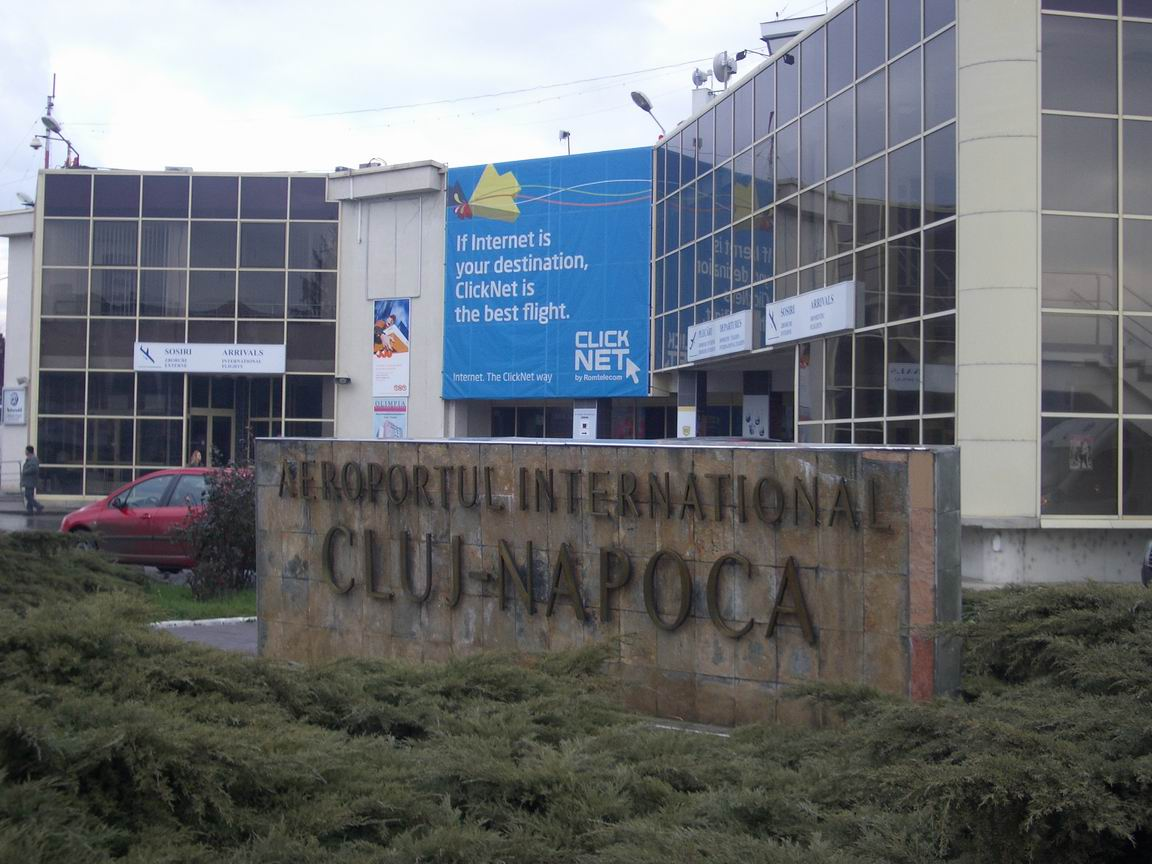
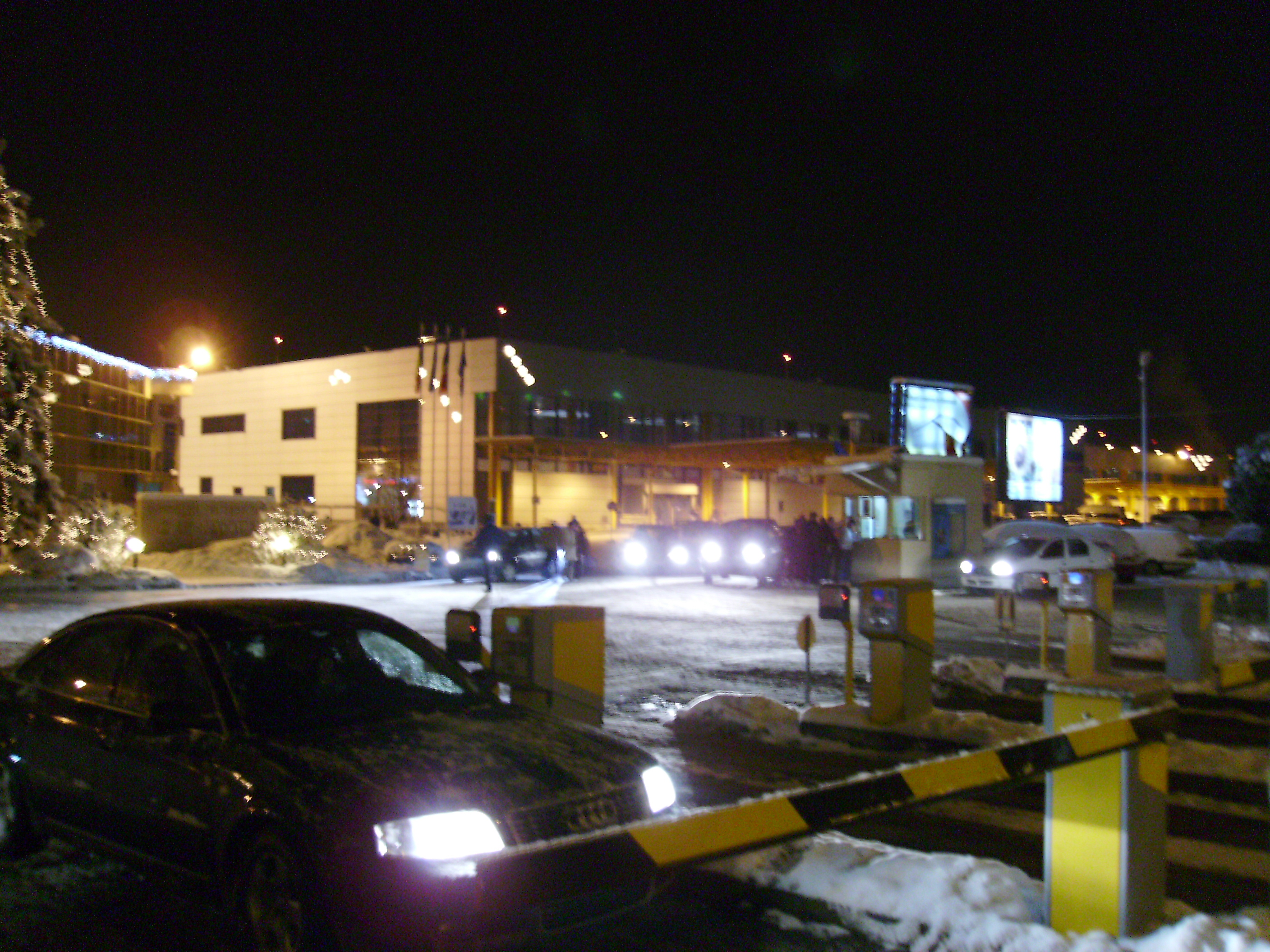

## شرکت‌های هواپیمایی و مقصدهای پروازی

### مسافری
The following airlines operate regular scheduled and charter flights to and from Cluj-Napoca:
| شرکت‌های هواپیمایی                             | مقصدهای پروازی |
| --------------------------------------------- | --- |
| ایجین ایرلاینز                                | چارتر فصلی: هراکلین، رود |
| ایر بخارست                                    | چارتر فصلی: آنتالیا |
| AMC Airlines                                  | چارتر فصلی: غردقه |
| اطلس گلوبال                                   | چارتر فصلی: آنتالیا |
| بلو ایر                                       | بیرمنگام، هنری کواندا، دوبلین، هامبورگ (پایان در ۲۸ اکتبر ۲۰۱۷), یاش، جان لنون لیورپول، لوتن لندن، نیس کوت دازور، بن گوریون (آغاز از ۱۹ اکتبر ۲۰۱۷), ترایان وویا فصلی: میهایل کوگیالنیچونو، لارناکا چارتر فصلی: آنتالیا، میلاس-بودروم، کورفو، هراکلین، زاکینثوس |
| کرندون ایرلاینز                               | چارتر فصلی: آنتالیا |
| الین‌ایر                                       | فصلی: سالونیک |
| فری‌برد ایرلاینز                               | چارتر فصلی: آنتالیا |
| لوت پولیش ایرلاینز                            | شوپن ورشو |
| لوفت‌هانزا رجینال اجرا توسط لوفت‌هانزا سیتی‌لاین | مونیخ، فرانکفورت (آغاز از ۲۹ اکتبر ۲۰۱۷) |
| لوفت‌هانزا رجینال اجرا توسط ایر دولومیتی       | مونیخ |
| پگاسوس ایرلاینز                               | چارتر فصلی: آنتالیا |
| تاروم                                         | هنری کواندا چارتر فصلی: خانیا، ملی سادورینی، ملی جزیره اسکیاتوس، زاکینثوس |
| ترکیش ایرلاینز                                | آتاترک |
| ویولینگ                                       | فصلی: بارسلونا-ال پرات |
| ویز ایر                                       | آلیکانته-الچه، بارسلونا-ال پرات، باری، بازل-مولوز-فرایبورگ اروپا، باووایس-تیلی، اوریو آل سریو، برلین شونفلد، بیلاند، بلوونی گوگلیلمو مارکونی، ام. آر. استفانیک، هنری کواندا، بوداپست فرنک لیست (پایان در ۲۳ مارس ۲۰۱۸)، بروکسل جنوب شرلروآ، کلن بن، دونکاستر شفیلد رابین‌هود، دورتموند، آل مکتوم، آیندهوون، فرانکفورت-هان (پایان در ۱۸ دسامبر ۲۰۱۷), لارناکا، لوتن لندن، مالت، مادرید-باراخاس، مالاگا، مالمو، ممینگن، نورنبرگ، چمپینو، رم، استکهلم-اسکاوستا، بن گوریون، ترویزو، والنسیا، ساراگوسا فصلی: پالما د مایورکا |

### باری
| شرکت‌های هواپیمایی                                | مقصدهای پروازی    |
| ------------------------------------------------ | ----------------- |
| دی‌اچ‌ال اوییشن اجرا توسط ایرست                    | بوداپست فرنک لیست |
| یوپی‌اس ایرلاینز اجرا توسط ای‌اس‌ال ایرلاینز ایرلند | کلن بن            |
| سیلور ایر                                        | بوداپست فرنک لیست |